# Индустријска зона Сант’Елена (Тревизо)
Индустријска зона Сант’Елена је насеље у Италији у округу Тревизо, региону Венето.
Према процени из 2011. у насељу је живело 69 становника. Насеље се налази на надморској висини од 73 м.